# Tung Chau (ulice)
Tung Chau (čínsky 通州街, anglicky Tung Chau Street) je ulice v hongkongské oblasti Kau-lung. Jižní konec ulice začíná na křižovatce s ulicí Tong Mi Road v okrese Yau Tsim Mong, odkud pokračuje na sever, kde končí na křižovatce s ulicí Lai Chi Kok Road v okrese Sham Shui Po. Na severní konec ulice navazuje estakáda Západní Kaulungský koridor (West Kowloon Corridor), který vede do čtvrti Yau Ma Tei.

## Významné budovy a místa
Podél ulice jsou následující významné budovy a místa:
- Nájezd na Západní Kaulungský koridor
- Bytový komplex June Garden
- Tung Chau Street Park
- Trh s nefritem
- Bytový komplex Nam Cheong
- Bytový komplex Wing Cheong
- Park Sham Shui Po / Sham Shui Po (Park)
- Budova soudu Západní Kau-lung / Soudní budova Západního Kaulungu
- křižovatka s ulicí Boundary street

## Galerie
- June Garden
- Tung Chau Street Park
- Trh s nefritem
- Nam Cheong
- Wing Cheong
- Park Sham Shui Po
- Soudní budova Západního Hongkongu
- Boundary Street